# 杨村乡 (黄山市)
杨村乡，是中华人民共和国安徽省黄山市徽州区下辖的一个乡镇级行政单位。

## 行政区划
杨村乡下辖以下地区：
杨村村、胡川村、梅村村、篁村村和山口村。